# Sentier du Bocq
Le sentier du Bocq  (en néerlandais: Bockpad) est un sentier en Forêt de Soignes. Sentier très prisé des promeneurs, il est interdit aux vélos, vélomoteurs et chevaux.

## Particularité
C'est à côté de ce chemin pittoresque que s'écoule le trop-plein du réservoir proche de la drève de Lorraine qui alimente, entre autres, les étangs des Enfants Noyés.

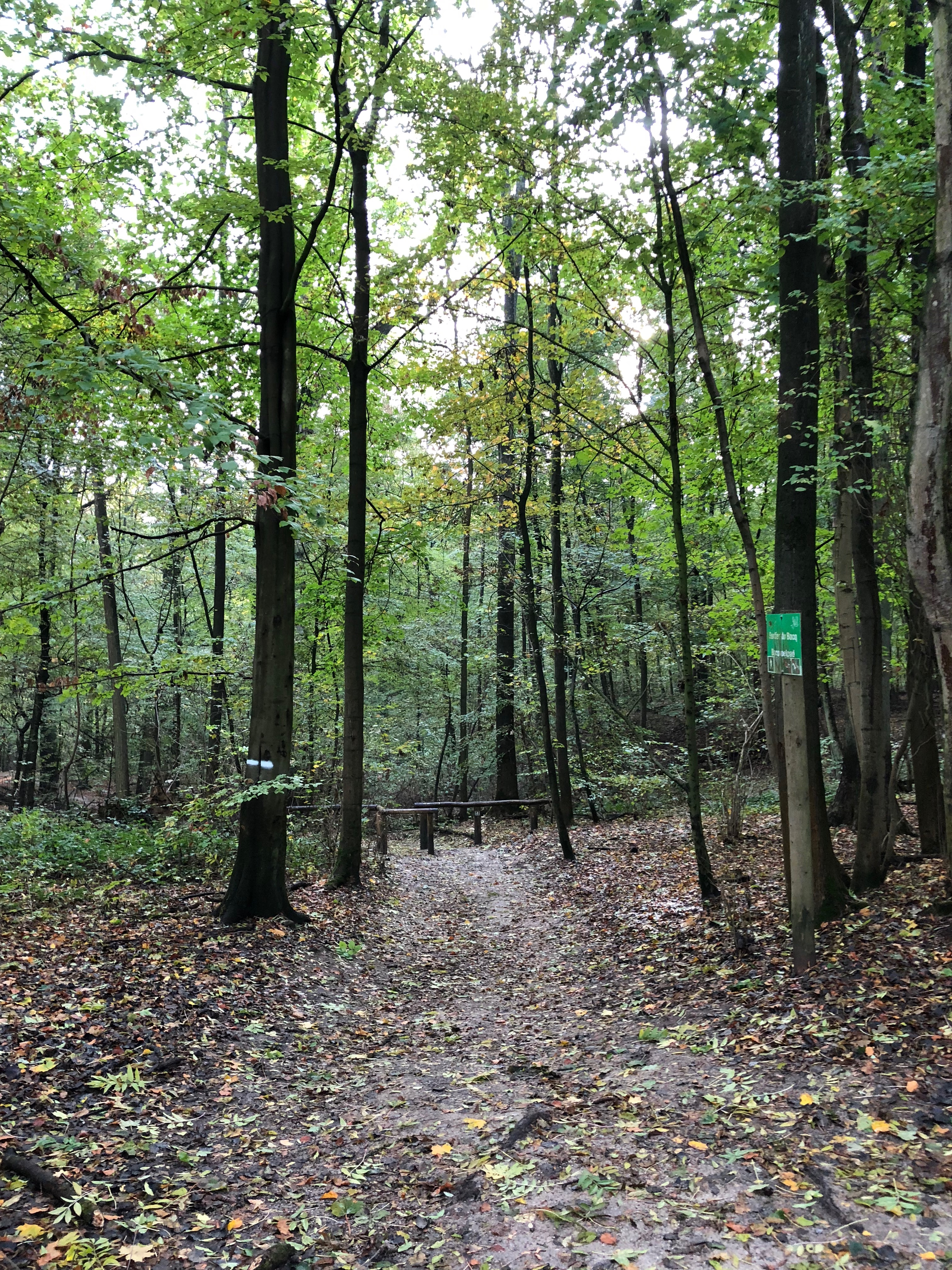
Le sentier du Bocq près du chemin du Réservoir
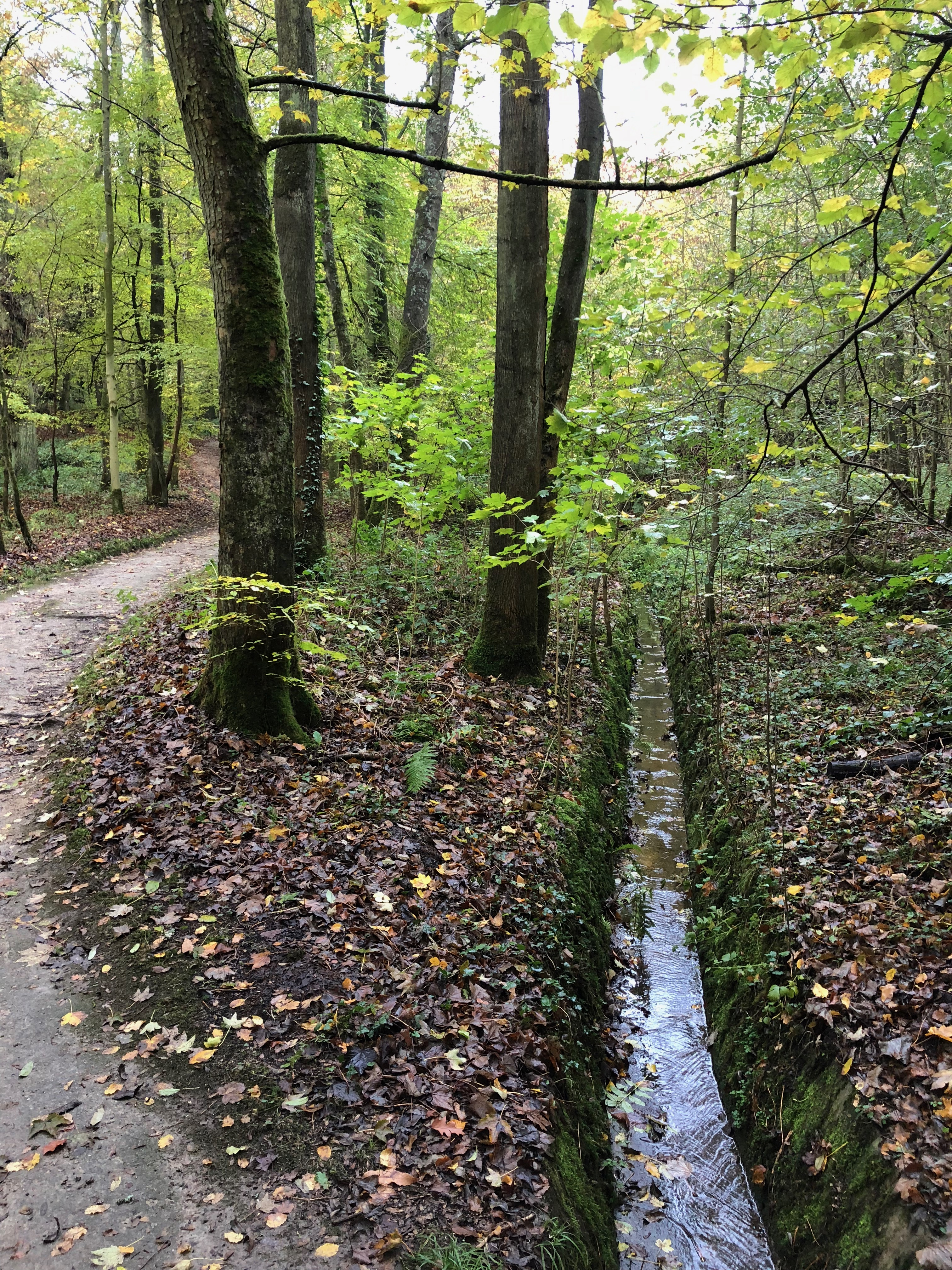
Le sentier longe un moment la canalisation
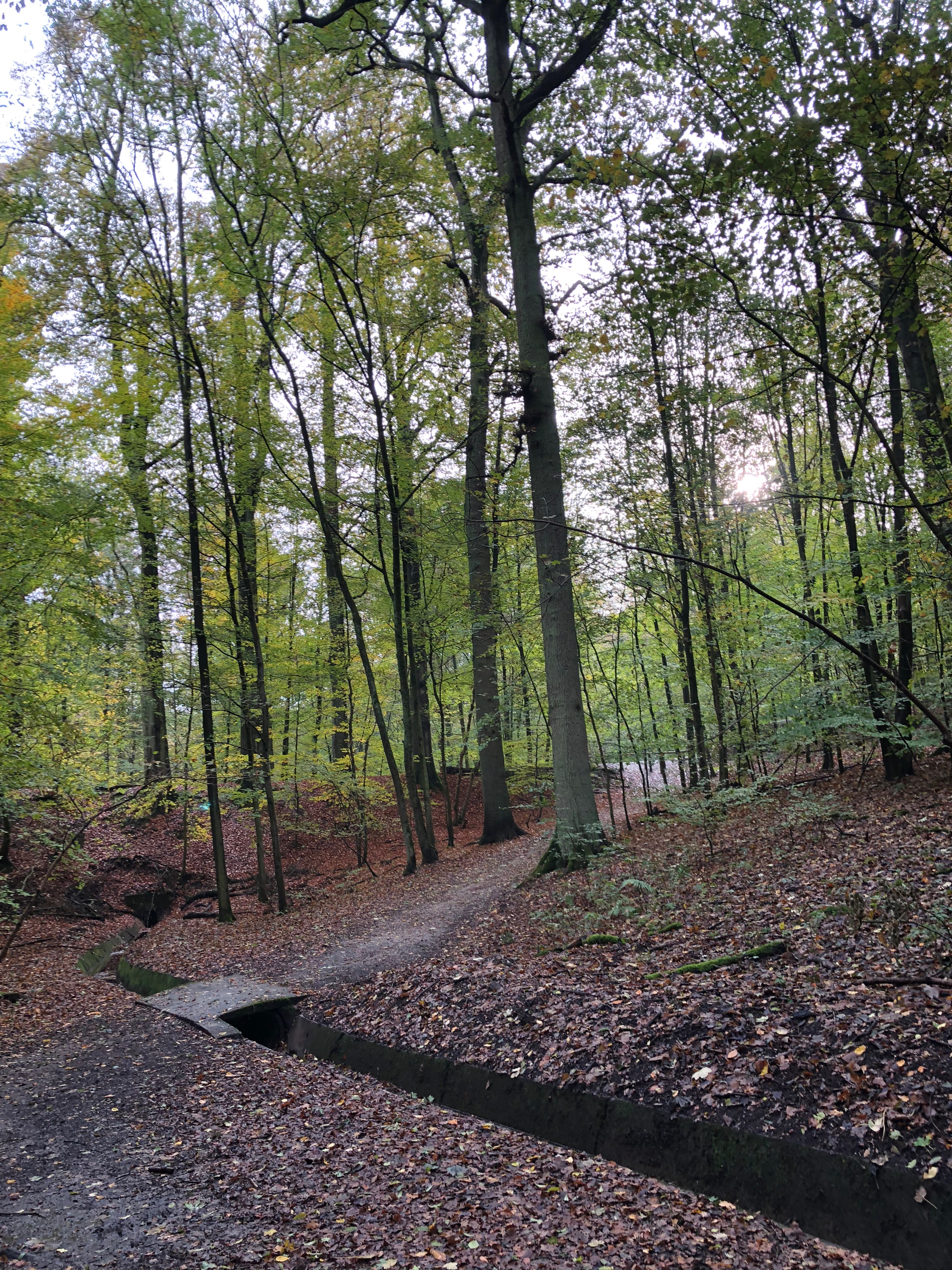
Au croisement avec la drève de l'Infante
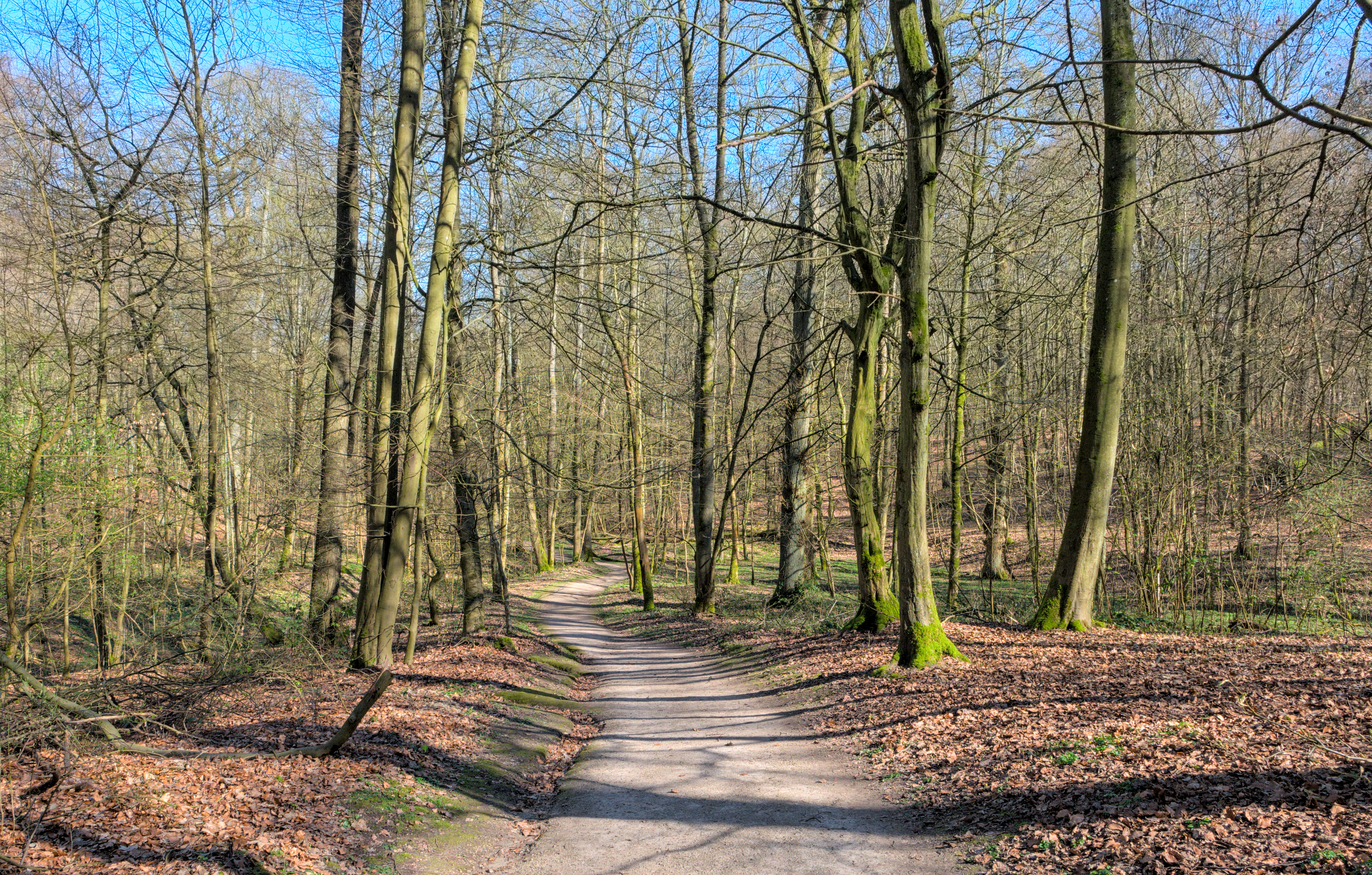
Entre la Drève des Enfants Noyés et le Verdronken Kinderenbeek